# Ravnos
Los Ravnos son un clan de vampiros pertenecientes al universo de juego del juego de rol Vampiro: la mascarada, publicado por la editorial estadounidense White Wolf Game Studio Inc.. Los Ravnos también forman parte de los escenarios ficiticios concebidos para los juegos ulteriores de Vampiro: la mascarada (Vampiro: Edad Oscura y Vampiro: La Era Victoriana), todos ambientados en el ficticio Mundo de Tinieblas.
Contrario a la mayoría de los clanes dentro del juego, los Ravnos no están asociados con ninguno de los dos grandes grupos de clanes: la Camarilla y el Sabbat. De hecho, gran parte de la simbología de los Ravnos se orienta a culturas del Medio Oriente y Asia, y la organización del mismo se centra en la India. En Europa, estos vampiros están asociados con la cultura gitana. Su símbolo moderno es una cruz cuyos brazos están terminados en punta. Incluso en comparación con otros vampiros, los Ravnos son famosos por su falta de honor, e incluso se les tacha de ser pendencieros y compulsivos, ladrones y mentirosos. Su bestia interna tiende más hacia el deseo de romper las reglas de la sociedad. En esencia, su bestia está más cercana al concepto del "pequeño diablo sobre el hombro" que la bestia de los otros vástagos, la cual es más brutal, violenta y sanguinaria.
Recientemente el clan Ravnos fue afectado por el despertar de su Antediluviano en la India en julio de 1999. Durante lo que fue conocido la Semana de las Pesadillas, Ravnos luchó contra varios vampiros orientales de gran poder, antes de ser destruido por varias armas nucleares y la exposición a la luz del sol. Al morir Ravnos, gran parte de sus descendientes enloquecieron o resultaron destruidos, salvo unos pocos, en su mayoría los jóvenes del clan.

## Características
Sobrenombre: Pícaros
Apariencia: Los Ravnos usualmente son abrazados de entre los desposeídos de la sociedad, y tienden a escoger sus ropajes más por utilidad que por apariencia o estilo. Muchos de los Ravnos más viejos son originarios de Roma o India, y por lo tanto son ejemplares promedio de dichas culturas y regiones.
Disciplinas:
- Animalismo: Habilidad de comunicarse y controlar a los animales y al lado feral de los seres humanos.
- Fortaleza: Resistencia sobrehumana.
- Quimerismo: Habilidad única de los Ravnos que les permite modificar y manipular la "Maya", la fuerza de la mentira, dándoles la capacidad de crear ilusiones increíblemente realistas, capaces de engañar a los cinco sentidos.

## Enlaces
- Las Crónicas Ravnos

- Datos: Q836989